# 許智藏
许智藏（?—?），隋朝人物，高阳郡北新城县（今河北省保定市徐水区西）人。
许智藏祖父许道幼，曾经因为母亲患病，于是阅读医书，因而深入研究，世称名医。告诫他的儿子们：“为人子者，替父母尝视膳食医药，不知医术，岂能称孝？”于是是世代相传授医术。在南梁官至员外散骑侍郎。父亲许景，官至武陵王谘议参军。
许智藏少年时以医术显达，在南陈为散骑侍郎。陈朝灭亡，隋文帝以他为员外散骑侍郎，派他到扬州。当时秦孝王杨俊有病，皇帝急速传召他。杨俊夜中梦到他死去的王妃崔氏哭着说：“本来想要迎你，却听说许智藏将至，他如果来到，一定会为难我，怎么办呢？”第二天夜里，杨俊又梦到崔氏：“妾想到办法了，应当进入灵府中来躲避。”许智藏到了之后，为杨俊诊脉，说：“疾病已入心，秦王会发癫痫，不能救了。”就像他说的一样，杨俊数日后去世。隋文帝很惊奇，赐给他织物百段。隋炀帝即位，许智藏当时已经致仕在家，隋炀帝每有痛苦，就让令中使去咨询，有时亲自派车把他接入宫殿，扶他登上御床。许智藏配好药方上奏，用了没有不见效的。八十岁时，在家中去世。

## 延伸阅读
[在维基数据编辑]
 《北史/卷090》，出自李延壽《北史》
 《隋書·卷78》，出自魏徵《隋书》